# Marne (stacja metra)
Marne – stacja metra w Amsterdamie, a właściwie przystanek szybkiego tramwaju, położona na linii 51 (pomarańczowej). Została otwarta 1 grudnia 1990. Znajduje się w Amstelveen, na Beneluxbaan obok boisk sportowych, które znajdują się na Startbaan i Sportlaan. 
Jest to ważna stacja dla Hermann Wesselink College i Amstelveen College, ponieważ wielu uczniów, którzy podróżują środkami transportu publicznego, korzysta z tego przystanku.